# アカデミックパッケージ
アカデミックパッケージとは、学校等の教育機関等、また、教育機関等に所属する児童・生徒・学生若しくは教職員等の職員を対象として、格安の価格で提供されるソフトウェアパッケージのことで、呼称は各ソフトウェア会社によって複数あり、「アカデミックパック」「アカデミック版」などとも呼ばれる。

## 概要

### 対象者
アカデミックパッケージは、学校・文部科学省・教育委員会・教育研究所・博物館・公民館・図書館などの教育機関・施設、職業能力開発校などの職業能力開発促進法に規定される各種の職業訓練施設、文部科学省が所管する独立行政法人（理化学研究所など）が購入する際や、それらの施設等の教職員や児童・生徒・学生が個人で購入する場合に適用される。
規定は会社によって異なりマイクロソフトでは、学校や教育委員会以外は「地方教育行政の組織および運営に関する法律第30条に定める教育機関」としている。大学病院の職員（医師、看護師、医事担当者など）もアカデミックパッケージの購入が可能。幼稚園も対象であるが、保育所は対象外（学校教育法第1条に規定される「学校」に含まれないため）。
ジャストシステムでは、幼稚園・保育園以上の教職員、専門学校を含む中学校以上の生徒・学生に加え、教育委員会や教育センターの職員も対象としている。

### 購入方法・ライセンスなど
店頭にて購入する際には、所属機関発行の身分証明書や、学生証（あるいは生徒手帳や名札、保護者の証明）の提示が必要となる。身分を偽って不正にライセンスを入手すると、ソフトウェア利用許諾契約に抵触するだけではなく、刑法上の詐欺罪にも問われることになる。
一般に販売されているパッケージと比較して、価格は大幅に値引きされているが、ほとんどの場合ソフトウェアの中身は同じ内容である。ただし、一部のソフトウェアでは機能が一般販売のものよりも制限されていることや、教育機関などから離籍した場合は継続して使用できない（新たに購入しなければならない）ライセンス形態のものもあるので、内容および条件については購入前に確認しておく必要がある。
例えば：
- マイクロソフト製品については、卒業などの離籍後も継続して使用可能である。
- アドビ製品のうち、Flash や Dreamweaver など「旧マクロメディア製」の製品はアップグレードできず、離籍後の継続利用もできない。なお従来からのアドビ製品の場合はそのような制限はない。また、CS3以降のバージョンにおけるFlashやDreamweaverなどはアドビブランドとしての販売なので同様に制限がない。
- アップル製品は、アカデミックパッケージを購入したユーザーは、同ソフトウェアのアップグレード版の購入対象にならないものが多く、また1年間は利益を乗じて転売することができない。また、原則的にアカデミックパッケージは、小売店やApple Storeで購入することはできず、Apple Store オンラインにて購入する必要がある。またハードウェアに対してのアカデミックパッケージも存在し、オンライン・直営店で購入できる製品がある。
- 制作したコンテンツを無償配布・販売することができない製品がある。

また、原則として転売・譲渡は許可されない。
なお多くの会社では放送大学も含まれていることから、3DCGなど非常に高価なソフトウェアによっては通常のライセンスよりも学費とアカデミックパッケージを両方払った方が安くなる場合もあった。近年ではAdobeなどサブスクリプション形式に移行することで安価を始められるようにした会社もある。サブスクリプション版においてもアカデミック版はさらに安くなっていることもある。

## 背景
ソフトウェア会社がアカデミックパッケージを用意する背景には、大きく2つある。
1つには、自社のソフトウェアを安価で学生・生徒や学校等に提供することによって、これらの学生が卒業してからも長期的にソフトウェアを使用してくれるであろうことを見込んだものである。学校において、授業で学習に使用するソフトウェアは、学生・生徒にとってはそのソフトウェアの「使い方の学習」ともなるため、「学校において利用したソフトウェア＝メイン利用する頻度の高いソフトウェア」となりやすい。そのため、結果として若い世代の人が早いうちからソフトウェアに慣れ親しむことになる。また、学生・生徒が個人で購入し、自宅のコンピュータにソフトウェアをインストールすれば、授業中の課題などで作成したデータを持ち帰って再編集したり、あるいは就職後に学生時代作成していた作品や文書などを再利用したりするなど、さまざまな活用が考えられる。教職員が利用する場合にも、自宅や学校のコンピュータにインストールし、教材研究に活用してもらうことで、ひいては学生・生徒のソフトウェア利用の促進に繋がると考える側面がある。アカデミックパッケージが用意されていることは、これら長期的な顧客として見込める人達がソフトウェアを購入する際、金銭的負担が軽減されるので購入しやすくなる。すなわちソフトウェアの普及に繋がると考えられている。
もう1つは、教育機関などの財源負担を軽減することで、企業として社会に貢献しようというものである。コンピュータの普及も手伝って、教育機関等の団体にとって、いまやビジネス用や学術・研究用のソフトウェアは必要不可欠なものとなっている。これらの団体が利用するソフトウェアの中には、非常に高価なものもある。また授業などで使用する場合には、使用するコンピュータの台数も多いため、その分だけライセンスの購入も必要となる。しかし、教育機関などが行う活動は基本的に営利を目的としたものではないため、十分な財源がないのが実情であり、ソフトウェアを購入する際の財源への負担は大変重いものとなっている。従って、アカデミックパッケージが用意されていることは、このような負担が軽減される事になり、学術・教育活動の促進につながると考えられる。
これらの観点から、アカデミックパッケージの存在意義は大きな要素となっている。